# Primer Frente Unido
El Primer Frente Unido, también conocido como la Alianza KMT-PCCh, del Kuomintang (KMT) y el Partido Comunista de China (PCCh), se formó en 1924 como una alianza para terminar con el caudillismo en China. Juntos formaron el Ejército Nacional Revolucionario y partieron en 1926 a la Expedición del Norte. El PCCh se unió al KMT como individuos, haciendo uso de la superioridad del KMT en números para ayudar a difundir el comunismo. El KMT, por otro lado, quería controlar a los comunistas desde dentro. Ambas partes tenían sus propios objetivos y el Frente era insostenible. En abril de 1927, el líder del KMT, Chiang Kai-shek, purgó a los comunistas del frente mientras la Expedición al Norte aún estaba a medio completar. Esto inició una guerra civil entre los dos partidos que duró hasta que se formó el Segundo Frente Unido en diciembre de 1936 para prepararse para la próxima segunda guerra sino-japonesa.

## Resurrección delKuomintang
Durante el caudillismo, Sun Yat-sen mantuvo viva la idea de una república china unida. Su objetivo era establecer un gobierno rival en Guangzhou, sur de China, e ir desde allí para luchar contra los señores de la guerra en el norte y su gobierno de Beiyang. A su regreso del exilio en 1917, Sun revivió a su partido nacionalista prohibido, el Kuomintang, pero esta vez le dio el nuevo nombre, el Kuomintang de China. Su plan era que después de derrotar a los señores de la guerra, el partido guiara a China hasta que el país estuviera listo para pasar a la democracia.
Sin embargo, el gobierno rival liderado por Sun estaba en desventaja contra los señores de la guerra desde el punto de vista militar. A pesar de sus solicitudes de ayuda de Occidente, el apoyo financiero y de armas que tanto necesitaban nunca llegó al país. En la década de 1920, el Kuomintang finalmente recibió ayuda de una fuente sorprendente: los bolcheviques rusos. La ayuda material de Rusia fue lo suficientemente buena para Sun, que previamente había mostrado flexibilidad cuando la pregunta era sobre la promoción de la república. No simpatizaba con el marxismo ni veía el comunismo como una solución a los problemas de China. Desde el punto de vista de Sun, China no era de los ricos y los pobres; más bien, era el país de los pobres y los más pobres. Las pautas del Kuomintang se basaron en los "Tres principios del pueblo" de Sun: el nacionalismo, la democracia y el sustento del pueblo (socialismo).
El Kuomintang se convirtió gradualmente en un partido poderoso y disciplinado bajo la guía rusa. El factor decisivo fue la asistencia bolchevique al Kuomintang en la formación de su propio ejército, el Ejército Nacional Revolucionario. Para entrenar al ejército, se estableció la Academia Militar Whampoa cerca de Guangzhou. Como director, Sun nombró a su fiel partidario Chiang Kai-shek. Financieramente, la Academia Militar de Whampoa funcionó con el apoyo de la Unión Soviética. La calidad de la educación estaba garantizada visitando regularmente a los oficiales rusos. Muchos de los líderes del Kuomintang y del Partido Comunista Chino se graduaron de la academia; el comandante en jefe del Ejército Popular de Liberación, Lin Biao, se graduó en Whampoa al igual que Zhou Enlai, quien más tarde se convirtió en primer ministro de la China comunista.

## Juntos contra los señores de la guerra e imperialistas
La Unión Soviética tenía sus propios intereses en apoyar al Kuomintang. Los bolcheviques, a cambio de su ayuda, exigieron que el Kuomintang formara una alianza con los comunistas chinos. Moscú no estaba convencido de que solo el partido comunista pudiera completar la revolución en el país, que se pensaba que estaba listo para el comunismo justo después de que la burguesía destruyera el antiguo sistema dinástico chino. El partido comunista recién fundado de China tenía solo unos pocos cientos de miembros a principios de la década de 1920, mientras que el Kuomintang tenía más de 50.000. La idea era que los comunistas obtendrían un apoyo más amplio al unirse al frente común con los nacionalistas, después de lo cual eventualmente tomarían el control del Kuomintang. A pedido de los rusos, los comunistas chinos, entre ellos Mao Zedong, se convirtieron en miembros del Kuomintang, y así nació la primera coalición de los dos partidos.
Con la ayuda de la Unión Soviética, el Kuomintang logró obtener más apoyo, y con renovada vehemencia continuó persiguiendo vigorosamente su objetivo: la unificación de la república. Asegurando su control sobre el sur de China, el Kuomintang estaba listo para unir al país lanzando una campaña militar contra el Norte. Sin embargo, la coalición con los comunistas era una unión forzada, unida solo por sus enemigos comunes: los señores de la guerra y el imperialismo. Después de la muerte de Sun Yat-Sen en 1925, la cooperación comenzó a debilitarse, y el ala derecha del Kuomintang pronto puso fin a la hermandad con la Unión Soviética y los comunistas chinos.

## Caída
El Primer Frente Unido se formó para que el KMT y el PCCh pudieran unirse para fortalecer China. El objetivo inicial era ayudar a derrotar la amenaza del señor de la guerra (a través de la Expedición del Norte de 1926-1928), pero ambas partes en realidad tenían motivos ocultos con esta alianza. El PCCh lo formó principalmente para poder difundir el comunismo a través de los números del KMT, mientras que el objetivo de Chiang era ayudar a controlar el partido comunista desde adentro. Dicho esto, también fue la razón principal por la cual la relación se vino abajo, debido a su deseo de controlar el partido comunista, lo que finalmente llevó a la desintegración del Frente Unido. Después de purgar a los comunistas y asesores soviéticos de Whampoa y su ejército nacionalista durante el "Golpe de Cantón" de 1926, Chiang mató a un gran número de fuerzas comunistas a mediados de 1927, lo que se conoce como la masacre de Shanghái. Se consideró una purga iniciada por Chiang, que ocurrió aproximadamente a la mitad de la Expedición del Norte. Chiang quería controlar toda China, y controlar el partido comunista le facilitaría mucho las cosas. Sin embargo, su purga finalmente arruinó esta unión y resultó en una guerra civil, que se pospuso cuando las dos partes formaron el Segundo Frente Unido para combatir a los japoneses en la segunda guerra sino-japonesa.